# Galeon
Galeon是GNOME桌面系统下的网页浏览器，采用Mozilla的Gecko排版引擎，按照GPL进行软件发布。

## 特点
- 界面清爽，遵循W3C的网络标准
- 纯粹的网页浏览器，用Galeon开发员的口号来说是：“the web, only the web”
- 配置灵活，功能强大，用户只通过下拉菜单，就可基本控制浏览内容

## Galeon简史
- 2000年6月，Marco Pesenti Gritti发布Galeon 0.6
- 2001年11月，Galeon 1.0先于Mozilla 1.0而诞生
- 2002年3月，Galeon 1.2释出，增加了许多新鲜功能
- 2002年10月，用GTK2编写的Galeon 1.3（有的称其为Galeon2）发布
- 2002年11月，Macro离开Galeon开发团队，另起炉灶，开始Epiphany浏览器的开发

## Galeon与Epiphany之异同
- 两者都是运行在Gnome环境下
- Epiphany转向WebKit后，Galeon继续坚持基于Mozilla的开发
- Galeon强调配置功能丰富，用户对网页的控制权力大
- Epiphany强调简洁，让用户一目了然